# Algirdas Lauritėnas
Teodoras Algirdas Adamo Lauritėnas (Kaunas, 5 november 1932 - Kaunas, 7 augustus 2001), was een Litouws voormalig professioneel basketbalspeler die één keer zilver won op de Olympische Spelen in 1956.

## Carrière
Lauritėnas speelde zijn gehele carrière bij Žalgiris Kaunas. Met die club won hij één keer het Landskampioenschap van de Sovjet-Unie in 1951. Ook werd hij tweede in 1952 en derde in 1953, 1954 en 1955. In 1953 werd hij Bekerwinnaar van de Sovjet-Unie. Lauritėnas kwam uit voor het nationale team van de Sovjet-Unie. Met de Sovjet-Unie won Lauritėnas één keer zilver op de Olympische Spelen in 1956. Hij werd Europees kampioenschap basketbal in 1953 en 1957 en won brons in 1955. Hij stopte in 1958 met basketbal.

## Erelijst
- Landskampioen Sovjet-Unie: 1
  - Winnaar: 1951
  - Tweede: 1952
  - Derde: 1953, 1954, 1955
- Bekerwinnaar Sovjet-Unie: 1
  - Winnaar: 1953
- Olympische Spelen:
  - Zilver: 1956
- Europees Kampioenschap: 2
  - Goud: 1953, 1957
  - Brons: 1955